# Sari Nusseibeh
Sari Nusseibeh   (Damasc, 12 de febrer de 1949) (àrab: سري نسيبة, Sarī Nusayba) és un filòsof i professor universitari palestí. Activista dels drets humans i de la reconciliació araboisraeliana, des de 2001 lluita per aconseguir la pau entre els dos pobles basada en la coexistència de dos estats veïns. Fou durament atacat pels seus propis correligionaris per advocar a la renúncia dels palestins al "dret de retorn".

## Biografia
Va néixer el 12 de febrer de 1949 a la ciutat de Damasc sent fill del polític Anwar Nusseibeh. Va estudiar economia, filosofia i ciències polítiques a la Universitat d'Oxford, realitzant posteriorment el seu doctorat a la Universitat Harvard.
El 1978 retornà a Cisjordània per esdevenir professor de filosofia a la Universitat Birzeit, càrrec que abandonà el 1988, moment en el qual la universitat fou clausurada a conseqüència de la Primera Intifada. Professor de filosofia islàmica a la Universitat Jueva de Jerusalem, des de 1995 és rector de la Universitat Al-Quds. Així mateix fou durant un temps el màxim representant de l'Autoritat Palestina a Jerusalem.
L'any 2004 fou guardonat, juntament amb l'israelià Amos Oz, amb el Premi Internacional Catalunya, concedit per la Generalitat de Catalunya.
Activista dels drets humans i de la reconciliació àrabo-israeliana, des de 2001 lluita per aconseguir la pau entre els dos pobles basada en la coexistència de dos estats veïns. Fou durament atacat pels seus propis correligionaris per advocar a la renúncia dels palestins al "dret de retorn".